# خنک‌کاری با منبع آب عمیق

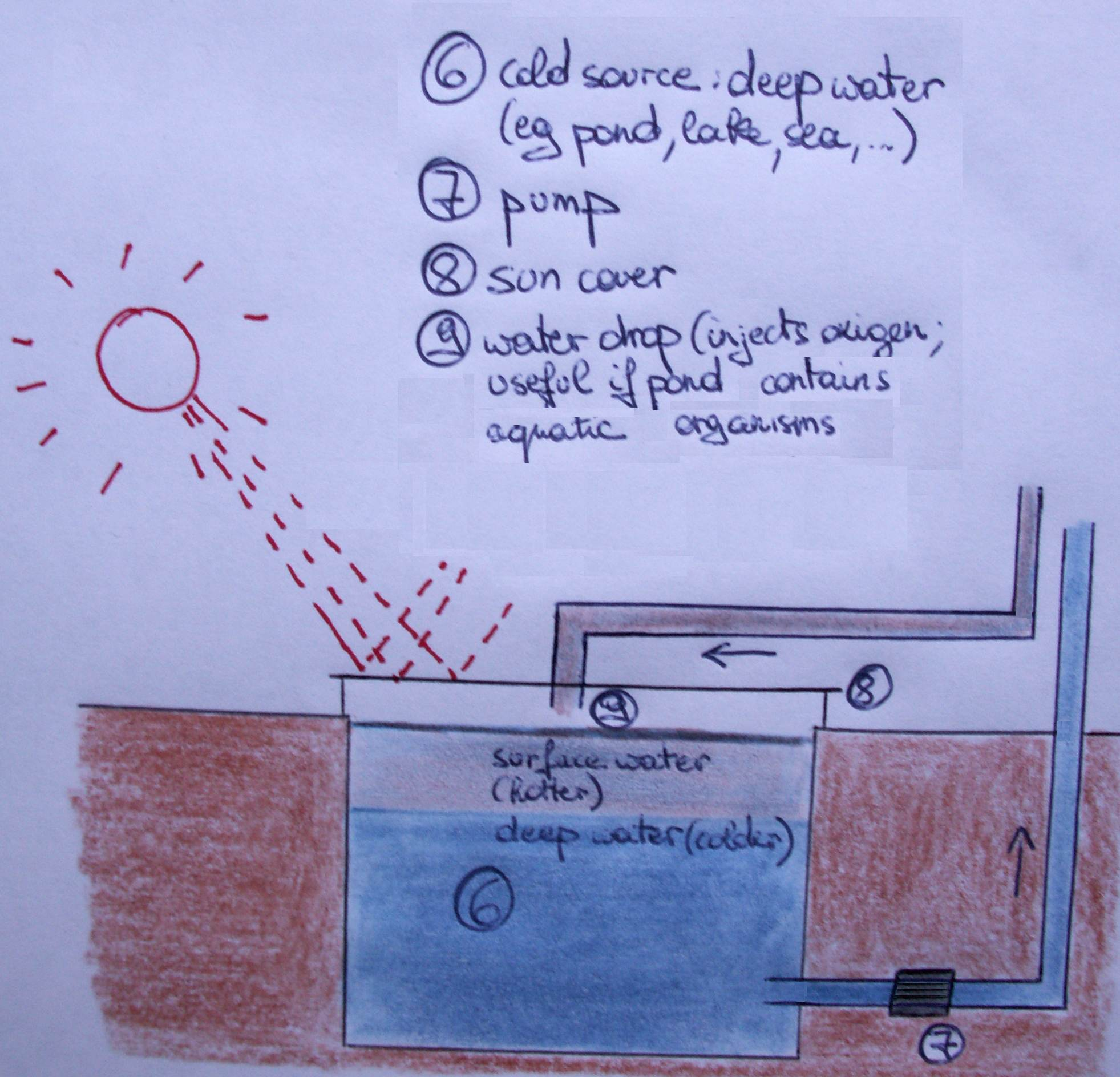
شماتیکی که منبع آب عمیق را برای خنک کردن نشان می دهد.

خنک‌کاری با منبع آب عمیق (انگلیسی: Deep water source cooling) یا DWCS یا کولینگ هوایی آب عمیق، نوعی خنک‌کاری با هوا برای فرایندها، مبدل گرمایی و سرمایش محیطی است، که از حجم زیاد آب سرد تجدید پذیر به عنوان چاه حرارتی استفاده می‌کند.